# Волькер, Иржи
И́ржи Во́лькер (чеш. Jiří Wolker; 29 марта 1900, Просниц (ныне Простеёв, Чехия) — 3 января 1924, там же) — чешский поэт-лирик.

## Биография

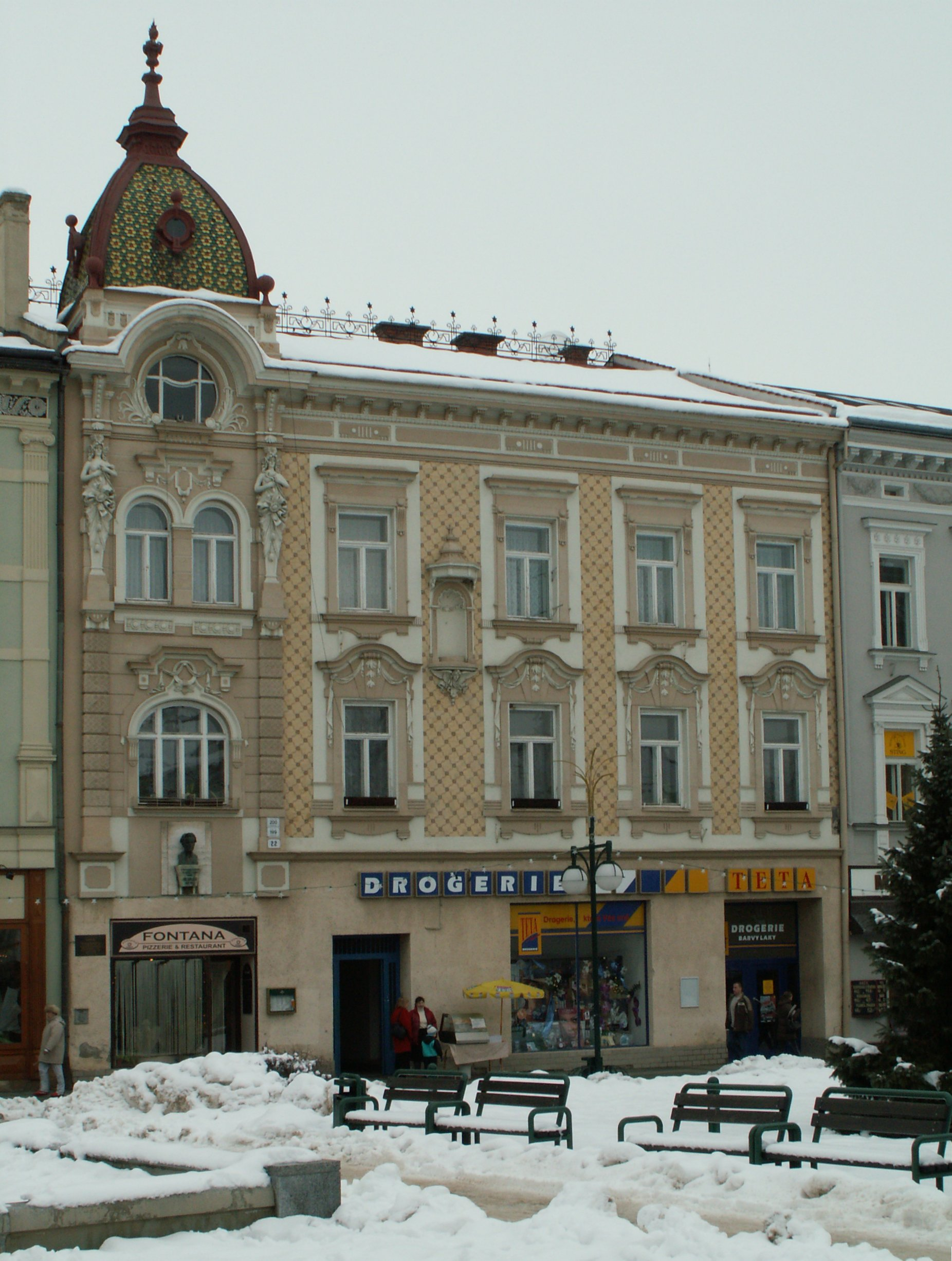
Родной дом Иржи Волькера

Родился в Простеёве, в зажиточной семье Фердинанда Волькера. В юности участвовал в скаутских лагерях под началом Антонина Свойсика.

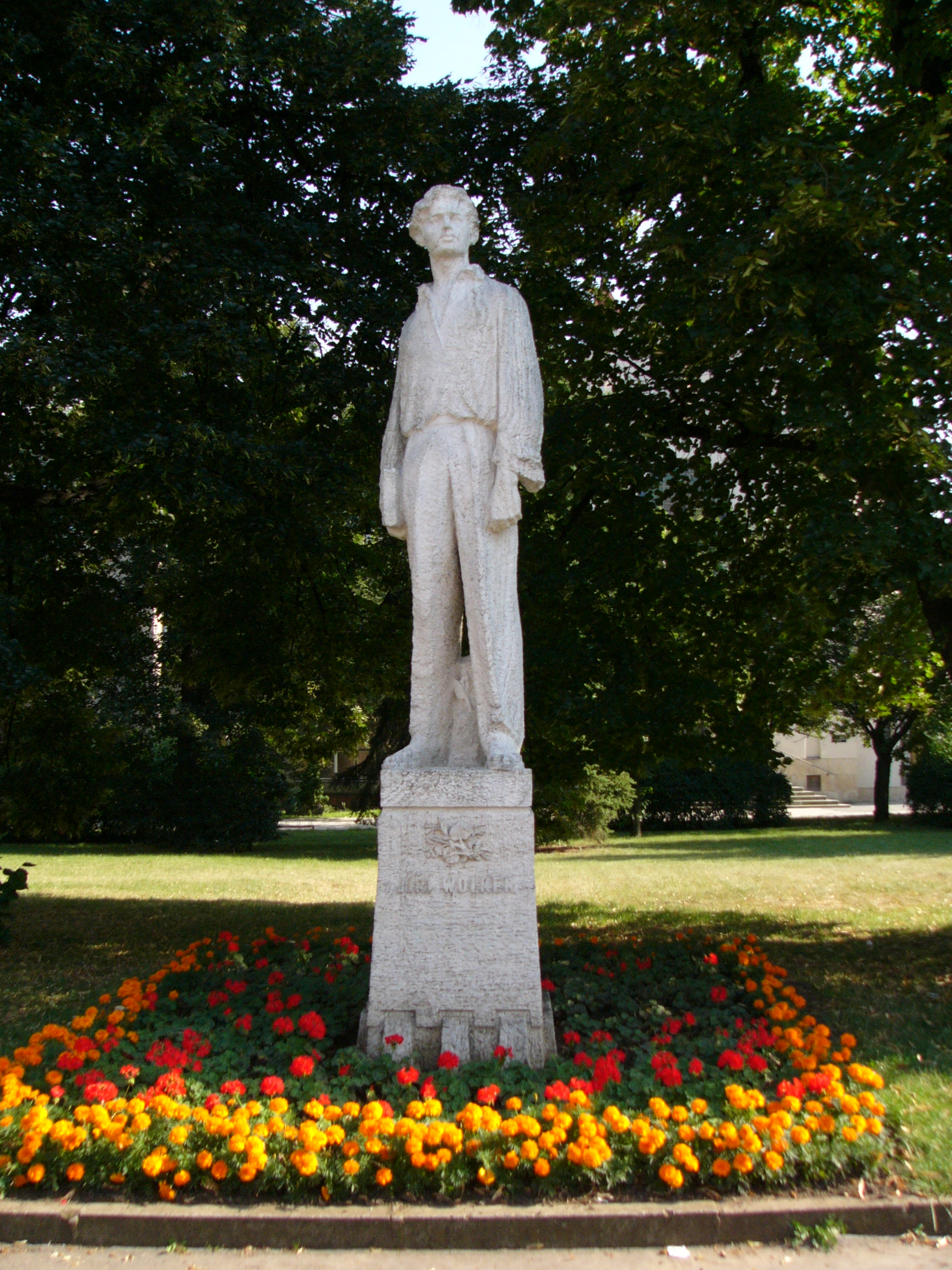
Памятник Иржи Волькеру в Простеёве

Учился в гимназии в родном городе, после чего с 1919 изучал право в Праге, однако его более занимали литературные лекции Зденека Неедлы и Франтишка Шалды. Участник учредительного съезда Коммунистической партии Чехословакии 1921. Был тесно связан с авангардной группой деятелей культуры «Девятисил».
Сборники его стихов: «Гость в доме» (Host do domu), «Тяжёлый час» (Těžká hodina), «Посмертные стихотворения» (Pozůstalost), а также поэма «Святой Копечек» (Svatý Kopeček), написанные в период 1918—1923, являются значительным вкладом в чешскую поэзию. В своих стихах Волькер уделял внимание главным образом проблеме этики («Баллада о глазах кочегара», «Баллада о неродившемся ребёнке» и др.). Творчество Волькера оказало значительное влияние на чешскую литературу.
Умер от туберкулёза.

## Издания на русском языке
- Избранное. М.-Л.: Гослитиздат, 1949
- Час рожденья. М., Гослитиздат, 1962
- Поэты разных стран: стихи зарубежных поэтов в переводе Леонида Мартынова. М.: Издательство "Прогресс", 1964. –215 с. С 109–115.
- Голоса поэтов: стихи зарубежных поэтов в переводе Анны Ахматовой. М.: Издательство "Прогресс", 1965. –174 с. С 46–47.
- Возвращение домой. Стихи чешских поэтов / Сост. Давид Самойлов. М.: Детская литература, 1972